# Bistum Lai
Das Bistum Lai (lateinisch Dioecesis Laiensis) ist eine römisch-katholische Diözese im Tschad. Es ist der Erzdiözese N’Djamena als Suffraganbistum unterstellt.

## Geschichte
Das Bistum Lai wurde am 28. November 1998 aus Gebieten der Bistümer Doba und Moundou errichtet.

## Bischöfe
- Miguel Ángel Sebastián Martínez (MCCJ), (28. November 1998–10. Oktober 2018, dann Bischof von Sarh)
- Nicolas Nadji Bab, seit 14. Dezember 2019